# 卢阳镇
卢阳镇为湖南省汝城县下辖镇，县政府所在地，2012年4月以原城关镇、城郊乡、附城乡成建制合并设立。卢阳镇辖予乐村、联兴村、东泉村、泰来村、东岗村、得靖村、新廖村、新井村、锦堂村、津江村、益道村、横巷村、云善村、东正村、长安村、联江村、东溪村、江头村、磨刀村、斗山村、官桥村、爱莲社区、濂溪社区、绣衣坊社区、东溪社区、储能社区、东泉社区、九塘江社区、朝阳社区、文塔社区，共21个村9个社区。全镇总面积115.59平方公里，总人口6.9万人，镇人民政府驻劳动路36号。

## 中国传统村落
2016年12月，津江村、东溪村被选入第四批中国传统村落。
2019年6月，云善村被选入第五批中国传统村落。